# Парлагол
Парлагол — посёлок в Таштагольском районе Кемеровской области. Входит в состав Усть-Кабырзинского сельского поселения.

## История
Парлагол — одно из самых старинных поселений Таштагольского района. Он был основан в XVI веке.
Во времена СССР — населённый пункт Усть-Кабырзинского сельсовета Таштагольского района.
В 1950-е годы здесь работал колхоз «20 лет Октября». Рядом с посёлком на берегу реки Кабырза располагалась мельница. В настоящее время рядом с этим местом остались остатки деревянного моста и сохранилось название — «Мельничный брод».
В 1970-е годы работал участок леспромхоза, электростанция.
В посёлке были школа, магазин, клуб.
В 2018 году в Парлагол было проведено электричество. До этого времени электроснабжение посёлка осуществлялось от дизель-генератора.

## География
Центральная часть населённого пункта расположена на высоте 418 метров над уровнем моря.

## Население
По данным Всероссийской переписи населения 2010 года, в посёлке Парлагол проживает 13 человека (8 мужчин, 5 женщин).